# BET Award for Best Group
Der BET Award for Best Group wird jährlich im Rahmen der BET Awards von Black Entertainment Television vergeben. Der Award richtet sich an Musikgruppen der Genres Gospel, Soul, R&B und Hip-Hop. Zum Zeitpunkt der Erstvergabe beim BET Awards 2001 gab es zwei Kategorien, eine für männliche und eine für weibliche Gruppen, diese wurden ein Jahr später kombiniert.
Die Gruppe mit den meisten Nominierungen und Siegen sind Migos, sie waren sieben Mal nominiert und bekamen den Preis vier Mal verliehen.

## Gewinner und Nominierte
Die Siegerinnen sind hervorgehoben und in Fettschrift.

### 2000er
| Jahr                              | Gruppe       | Ref |
| --------------------------------- | ------------ | --- |
| 2001                              |              |     |
| Best Female Group                 | [ 1 ]        |     |
| Destiny’s Child                   | [ 1 ]        |     |
| 3LW                               | [ 1 ]        |     |
| 702                               | [ 1 ]        |     |
| Blaque                            | [ 1 ]        |     |
| Mary Mary                         | [ 1 ]        |     |
| Best Male Group                   | [ 1 ]        |     |
| Outkast                           | [ 1 ]        |     |
| 112                               | [ 1 ]        |     |
| Boyz II Men                       | [ 1 ]        |     |
| Dr. Dre, Snoop Dogg and Nate Dogg | [ 1 ]        |     |
| Jagged Edge                       | [ 1 ]        |     |
| 2002                              | [ 1 ]        |     |
| Outkast                           | [ 2 ]        |     |
| 112                               | [ 2 ]        |     |
| B2K                               | [ 2 ]        |     |
| Destiny’s Child                   | [ 2 ]        |     |
| Jagged Edge                       | [ 2 ]        |     |
| 2003                              | [ 2 ]        |     |
| B2K                               | [ 3 ]        |     |
| Clipse                            | [ 3 ]        |     |
| Floetry                           | [ 3 ]        |     |
| Mary Mary                         | [ 3 ]        |     |
| The Roots                         | [ 3 ]        |     |
| 2004                              | [ 3 ]        |     |
| Outkast                           | [ 4 ]        |     |
| Floetry                           | [ 4 ]        |     |
| G-Unit                            | [ 4 ]        |     |
| Jagged Edge                       | [ 4 ]        |     |
| Lil’ Jon & The Eastside Boyz      | [ 4 ]        |     |
| 2005                              | [ 4 ]        |     |
| Destiny’s Child                   | [ 5 ]        |     |
| 112                               | [ 5 ]        |     |
| Lil’ Jon & The Eastside Boyz      | [ 5 ]        |     |
| The Roots                         | [ 5 ]        |     |
| Terror Squad featuring Fat Joe    | [ 5 ]        |     |
| 2006                              | [ 5 ]        |     |
| The Black Eyed Peas               | [ 6 ]        |     |
| Destiny’s Child                   | [ 6 ]        |     |
| Floetry                           | [ 6 ]        |     |
| Mary Mary                         | [ 6 ]        |     |
| Three 6 Mafia                     | [ 6 ]        |     |
| 2007                              | [ 6 ]        |     |
| Gnarls Barkley                    | [ 7 ]        |     |
| Mary Mary                         | [ 7 ]        |     |
| Outkast                           | [ 7 ]        |     |
| Pretty Ricky                      | [ 7 ]        |     |
| Three 6 Mafia                     | [ 7 ]        |     |
| 2008                              | [ 7 ]        |     |
| UGK                               | [ 8 ]        |     |
| Danity Kane                       | [ 8 ]        |     |
| Day26                             | [ 8 ]        |     |
| Gnarls Barkley                    | [ 8 ]        |     |
| Playaz Circle                     | [ 8 ]        |     |
| 2009                              | [ 8 ]        |     |
| Day26                             | [ 9 ] [ 10 ] |     |
| GS Boyz                           | [ 9 ] [ 10 ] |     |
| N.E.R.D.                          | [ 9 ] [ 10 ] |     |
| The Roots                         | [ 9 ] [ 10 ] |     |
| Three 6 Mafia                     | [ 9 ] [ 10 ] |     |

### 2010er
| Jahr                      | Gruppe | Ref |
| ------------------------- | ------ | --- |
| 2010                      |        |     |
| Young Money               |        |     |
| The Black Eyed Peas       |        |     |
| Clipse                    |        |     |
| Diddy – Dirty Money       |        |     |
| New Boyz                  |        |     |
| 2011                      |        |     |
| Diddy – Dirty Money       | [ 11 ] |     |
| Cali Swag District        | [ 11 ] |     |
| N.E.R.D.                  | [ 11 ] |     |
| New Boyz                  | [ 11 ] |     |
| Travis Porter             | [ 11 ] |     |
| 2012                      | [ 11 ] |     |
| The Throne                | [ 12 ] |     |
| Bad Meets Evil            | [ 12 ] |     |
| Diddy – Dirty Money       | [ 12 ] |     |
| Maybach Music Group       | [ 12 ] |     |
| Mindless Behavior         | [ 12 ] |     |
| 2013                      | [ 12 ] |     |
| Macklemore and Ryan Lewis |        |     |
| Mary Mary                 |        |     |
| Mindless Behavior         |        |     |
| Slaughterhouse            |        |     |
| The Throne                |        |     |
| 2014                      |        |     |
| Young Money               | [ 13 ] |     |
| A$AP Mob                  | [ 13 ] |     |
| Daft Punk                 | [ 13 ] |     |
| Macklemore and Ryan Lewis | [ 13 ] |     |
| TGT                       | [ 13 ] |     |
| 2015                      | [ 13 ] |     |
| Rae Sremmurd              | [ 14 ] |     |
| A$AP Mob                  | [ 14 ] |     |
| Jodeci                    | [ 14 ] |     |
| Migos                     | [ 14 ] |     |
| Rich Gang                 | [ 14 ] |     |
| Young Money               | [ 14 ] |     |
| 2016                      | [ 14 ] |     |
| Drake and Future          |        |     |
| 2 Chainz and Lil Wayne    |        |     |
| Puff Daddy and The Family |        |     |
| Rae Sremmurd              |        |     |
| The Internet              |        |     |
| 2017                      |        |     |
| Migos                     |        |     |
| 2 Chainz and Lil Wayne    |        |     |
| A Tribe Called Quest      |        |     |
| Fat Joe and Remy Ma       |        |     |
| Rae Sremmurd              |        |     |
| 2018                      |        |     |
| Migos                     |        |     |
| N.E.R.D                   |        |     |
| Rae Sremmurd              |        |     |
| A Tribe Called Quest      |        |     |
| Chloe x Halle             |        |     |
| 2019                      |        |     |
| Migos                     |        |     |
| Chloe x Halle             |        |     |
| City Girls                |        |     |
| Lil Baby and Gunna        |        |     |
| The Carters               |        |     |

### 2020er
| Jahr                       | Gruppe | Ref |
| -------------------------- | ------ | --- |
| 2020                       |        |     |
| Migos                      |        |     |
| Chloe x Halle              |        |     |
| City Girls                 |        |     |
| EarthGang                  |        |     |
| Griselda                   |        |     |
| JackBoys                   |        |     |
| 2021                       |        |     |
| Silk Sonic                 |        |     |
| 21 Savage and Metro Boomin |        |     |
| Chloe x Halle              |        |     |
| Chris Brown and Young Thug |        |     |
| City Girls                 |        |     |
| Migos                      |        |     |
| 2022                       |        |     |
| Silk Sonic                 |        |     |
| Chloe x Halle              |        |     |
| City Girls                 |        |     |
| Lil Baby and Lil Durk      |        |     |
| Migos                      |        |     |
| Young Dolph and Key Glock  |        |     |

## Mehrfachsieger und -nominierungen

### Siege
4 Siege
- Migos

3 Siege
- Outkast

2 Siege
- Destiny’s Child
- Silk Sonic
- Young Money

### Nominierungen
7 Nominierungen
- Migos

5 Nominierungen
- Chloe x Halle
- Mary Mary

4 Nominierungen
- City Girls
- Destiny’s Child
- Rae Sremmurd
- Outkast

3 Nominierungen
- 112
- Diddy – Dirty Money
- Floetry
- Jagged Edge
- The Roots
- Three 6 Mafia
- Young Money

2 Nominierungen
- A$AP Mob
- A Tribe Called Quest
- B2K
- The Black Eyed Peas
- Clipse
- Day26
- Drake and Future
- Fat Joe
- Gnarls Barkley
- Lil Baby
- Lil’ Jon & The Eastside Boyz
- N.E.R.D.
- New Boyz
- Macklemore and Ryan Lewis
- Mindless Behavior
- Silk Sonic
- The Throne